# چشم‌سفید قطره‌اشکی

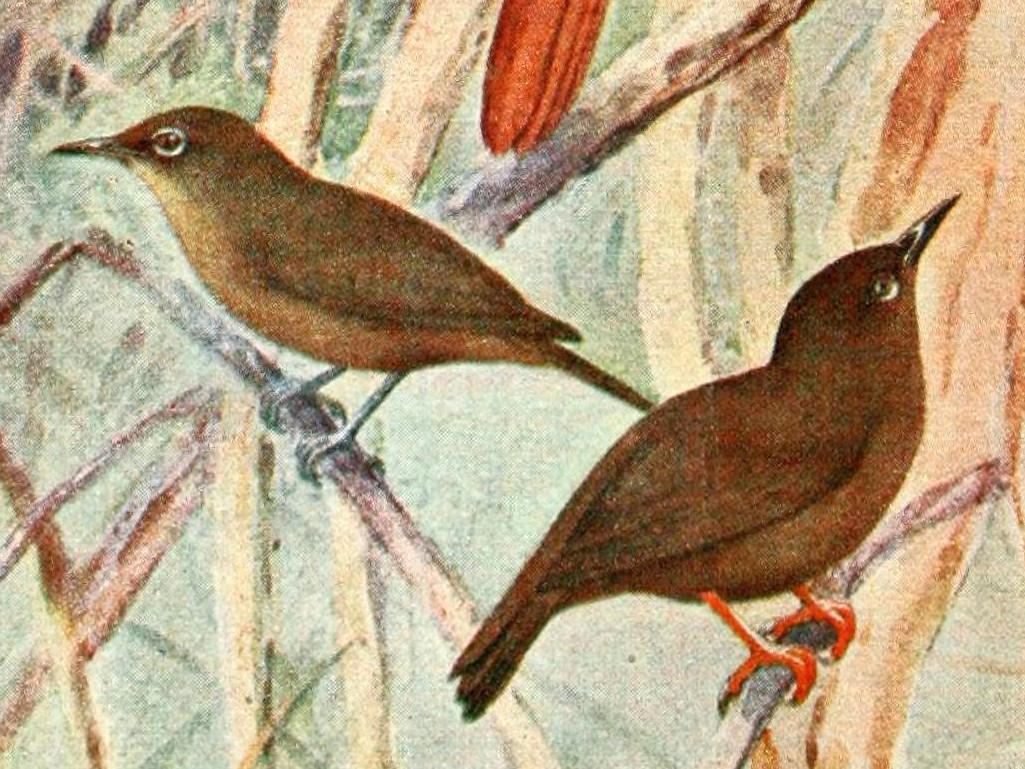
چشم‌سفید قطره‌اشکی

چشم‌سفید قطره‌اشکی (نام علمی: Rukia ruki) نام یک گونه از تیره چشم‌سفید است.